# امبتيراء

تعديل مصدري - تعديل

امبتيراء هي إحدى قرى عزلة جيشان بمديرية جيشان التابعة لمحافظة أبين، بلغ تعداد سكانها 83 نسمة حسب تعداد اليمن لعام 2004.